# Lunne, Östersunds kommun

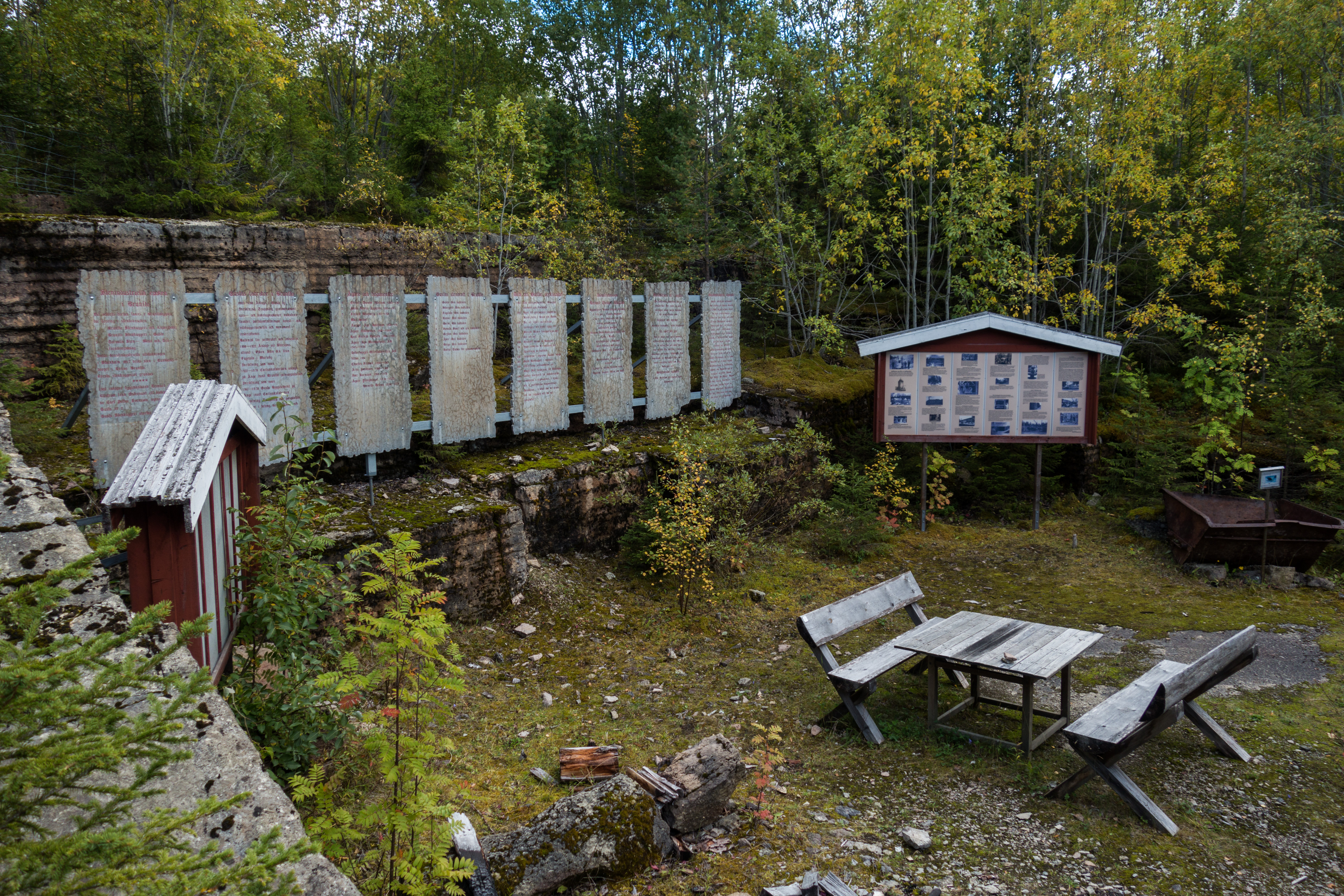
Gusta stenmuseum i Gusta.

Lunne är en by i Brunflo distrikt (Brunflo socken) i Östersunds kommun, Jämtlands län (Jämtland). Byn ligger öster om orten Brunflo, vid vägskälet där Länsväg 726 mot Rissna och Länsväg 740 mot Slåtte möts, cirka 20 kilometer österut från Östersund. Byn var, tillsammans med grannbyarna Åkre, Gusta, Berge, Gärde, Hälle och Bodal, från 2015 till 2023 klassad som en tätort. Vid avgränsningen 2023 klassades området som en del av tätorten Östersund.
Byarna i området utgjorde tidigare delar av de dåvarande småorterna Åkre och Gusta respektive Gärde, Lunne, Hälle och Bodal.
Gusta stenmuseum i Gusta stenbrott för jämtlandskalksten i Vamsta, öppnat 2002,  sköts av Brunflo hembygdsförening.

## Befolkningsutveckling
| Befolkningsutvecklingen i Lunne 2015–2020 | Befolkningsutvecklingen i Lunne 2015–2020 | Befolkningsutvecklingen i Lunne 2015–2020 | Befolkningsutvecklingen i Lunne 2015–2020 | Befolkningsutvecklingen i Lunne 2015–2020 |
| ----------------------------------------- | ----------------------------------------- | ----------------------------------------- | ----------------------------------------- | ----------------------------------------- |
|                                           |                                           |                                           |                                           |                                           |
| År                                        |                                           |                                           | Folkmängd                                 | Areal (ha)                                |
| 2015                                      | 2015                                      |                                           | 278                                       | 127                                       |
| 2020                                      | 2020                                      |                                           | 268                                       | 127                                       |
| Anm.: Ny tätort 2015.                     |                                           |                                           |                                           |                                           |